# الدوق كارل من مكلنبورغ
الدوق كارل من مكلنبورغ (بالألمانية: Karl zu Mecklenburg)‏ (و. 1785 – 1837 م) هو ضابط، وممثل، وسياسي من ألمانيا، وبروسيا، ولد في هانوفر، ويحمل رتبة عسكرية فريق أول، توفي في برلين، عن عمر يناهز 52 عاماً.

## الخدمة العسكرية
خدم في الجيش البروسي.

## جوائز
حصل على جوائز منها:
- نيشان فرسان العقاب الأسود
- وسام القديس جورج من الدرجة الثالثة  [لغات أخرى]‏
- نيشان فرسان القديس أندراوس
- وسام الاستحقاق